# Santuario di Nostra Signora del Boschetto
Il santuario di Nostra Signora del Boschetto è un luogo di culto cattolico situato nel comune di Camogli, in via Enrico Figari, nella città metropolitana di Genova.

## Storia

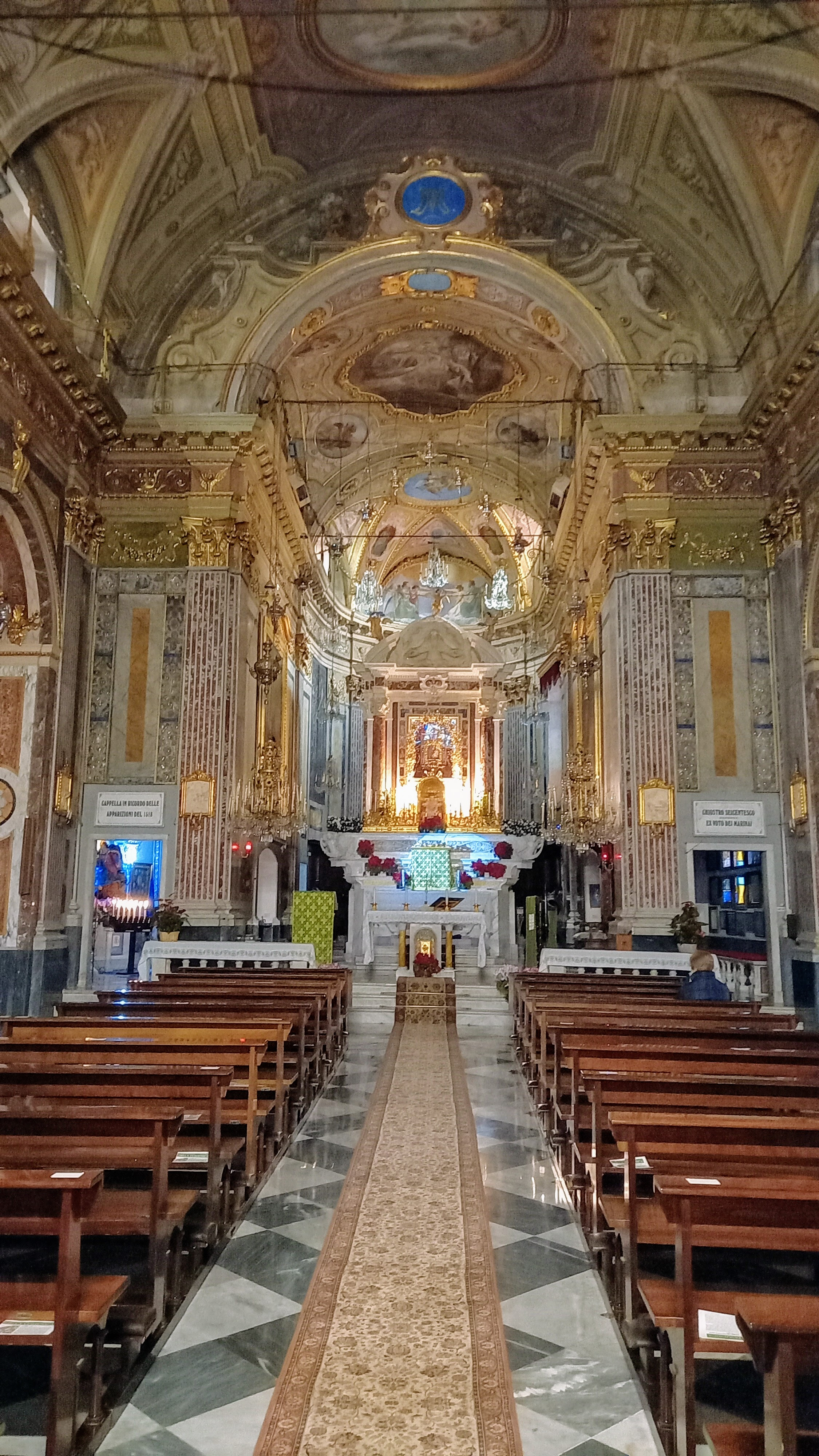
La navata centrale

Il santuario è stato edificato nel luogo dove, secondo la tradizione, apparve la Madonna alla pastorella Angela Schiaffino il 2 luglio 1518. Fu quindi edificata una prima cappella, alla quale seguì la costruzione dell'attuale santuario e convento tra il 1612 e il 1631.
Nel terzo centenario dell'apparizione mariana, il 30 agosto 1818, fu concessa l'incoronazione dell'immagine taumaturga da papa Pio VII (con decreto del 12 agosto 1817). Fu papa Pio XII, il 27 marzo 1955, a proclamare Nostra Signora del Boschetto patrona della città di Camogli.
Il santuario è luogo di raccolta eccezionale di ex voto legati a eventi di marineria, pesca e trasporto marittimo di ogni epoca.

## Descrizione

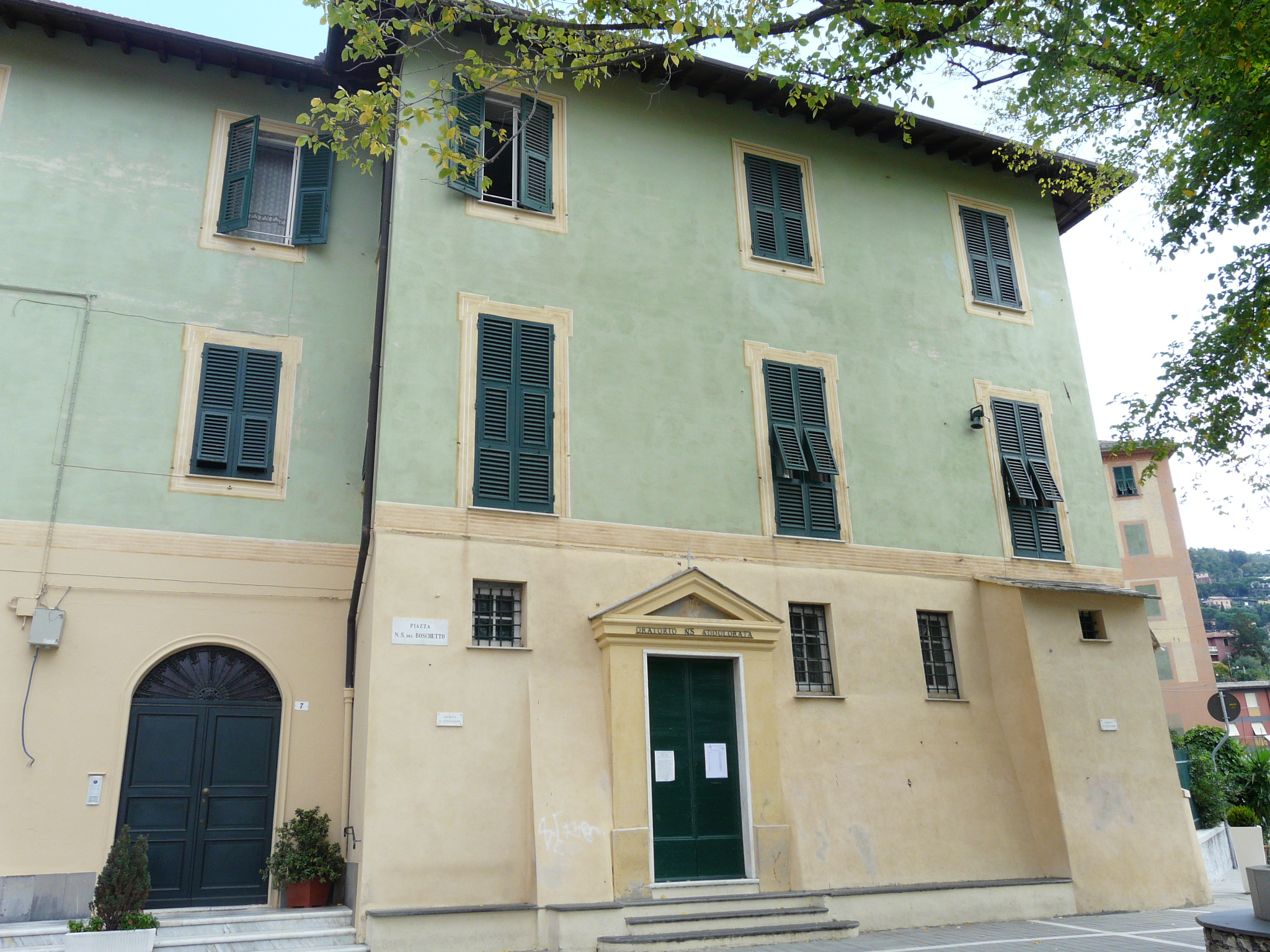
Il vicino oratorio di Nostra Signora dell'Addolorata

La struttura presenta una divisione a tre navate con decorazione in arte barocca e con una volta affrescata ritraente la scena dell'apparizione mariana. Ha una sua propria cantoria voluta dal precedente rettore don Piero Benvenuto, scomparso nel 2000 e che porta il suo nome. Dinnanzi all'ingresso della chiesa, dotata di un pregevole sviluppo architettonico, troneggia un antico olmo, mantenuto nonostante un recente rifacimento del piazzale antistante.
Nel piazzale stesso sono affiorate le vestigia di un preesistente edificio, probabilmente la prima cappelletta votiva legata all'apparizione della Beata Vergine. Recenti lavori di restauro ne permettono la visione.
Nei festeggiamenti che si sono tenuti nel 2018 per il 5º centenario delle apparizioni, un gruppo di "boschettini" ha fondato un comitato che si è occupato dei festeggiamenti esterni e di manifestazioni culturali al fine di attirare l'attenzione verso questo importante luogo di culto che racchiude soprattutto nella galleria di ex voto marinari, la storia della città di Camogli e dei suoi abitanti.